# Wiener Parteischule
Die Wiener Parteischule in der Praterstraße ist die wichtigste und älteste Bildungseinrichtung der Wiener SPÖ. Sie wurde 1924 gegründet.

## Geschichte
Die Wiener Schule wurde 1924 gegründet, jedoch existierte eine Vorgängerschule (Parteischule in Bodenbach 1910–1914) bereits vor dem Ersten Weltkrieg. Die Wiener Schule existierte bis 1934. Sie bildete in den 1920er und 1930er Jahren 60 bis 100 Absolventen pro Jahr aus. Sie war Teil eines Bildungssystems, das von den Bezirksparteischulen über die Wiener Parteischule bis zur Oberstufe der Wiener Arbeiterhochschule reichte. Leiter der Schule war von 1927 bis 1934 der spätere Staatssekretär im Bundesministerium für Vermögenssicherung und Wirtschaftsplanung Franz Rauscher (1900–1988).
Zu den Unterrichtsthemen und Lehrenden gehörten von 1923 bis 1932: Marx' ökonomische Lehren (anfangs Karl Renner, der spätere Bundespräsident, anschließend Benedikt Kautsky); Soziale und ökonomische Schichtung der Bevölkerung Deutschösterreichs (Adolf Schärf, der spätere Bundespräsident); Wirtschaftliche Krisenerscheinungen; Wirtschaftsprobleme der Gegenwart (Helene Bauer, Kautsky); Gewerkschaftliche Probleme (Viktor Stein); Verfassung der Republik (Max Adler).
1947 wurde sie durch Karl Czernetz wieder eröffnet. In den letzten fast 80 Jahren haben über 1.000 Funktionäre der Partei diese Ausbildungsschiene erfolgreich absolviert. Im Jänner 2022 wurden der 50. Lehrgang der Wiener Parteischule – Bruno Pittermann und Anna Altmann Lehrgang (vormittags) sowie der 51. Lehrgang der Wiener Parteischule – Josef Staribacher und Marie Jahoda Lehrgang (abends) gestartet. Im September 2022 wurde der 52. Lehrgang der Wiener Parteischule – Jolanda Offenbeck und Adolf Schärf Lehrgang gestartet. Diese drei Lehrgänge wurden im Juni 2023 abgeschlossen.
Im September 2022 wurde die 75-Jahr-Feier durchgeführt. Redner und Rednerinnen waren der Wiener Bürgermeister Michael Ludwig sowie der Sohn von Käthe Leichter, Franz S. Leichter, ehemaliger demokratischer Senator in New York, die damalige SPÖ Bundesparteivorsitzende Pamela Rendi-Wagner, der Wiener Landtagspräsident Ernst Woller, der spätere Landeshauptmannstellvertreter von Tirol Georg Dornauer und der Präsident des Abgeordnetenhaus von Berlin Dennis Buchner.
Im August 2023 wurden erstmalig drei parallel verlaufenden Lehrgänge gestartet. Sie tragen die Namen und Schwerpunkte: 53. Lehrgang der Wiener Parteischule – Wilhelm Ellenbogen & Emmy Freundlich, 54. Lehrgang der Wiener Parteischule – Franz S. Leichter & Susanne Bock sowie 55. Lehrgang der Wiener Parteischule – Maria Emhart. Die Lehrgänge endeten im Sommer 2024, die 75 Absolventinnen und Absolventen wurden in der Wiener Urania vom Wiener Bürgermeister Michael Ludwig ausgezeichnet.
Im August 2024 starteten zwei neue Lehrgänge, sie tragen die Namen und Schwerpunkte: 56. Lehrgang der Wiener Parteischule - Elisabeth Petznek & Friedrich Hillegeist sowie 57. Lehrgang der Wiener Parteischule - Ferdinand Hanusch & Marianne Pollak. Im Jänner 2025 starteten 40 Teilnehmer und Teilnehmerinnen in den 58. Lehrgang der Wiener Parteischule, benannt wurde dieser Lehrgang nach Barbara Prammer & Christian Broda.

## Absolventen
Unter anderem haben folgende Personen die Wiener Parteischule absolviert: Rudolf Gelbard, Christian Deutsch, Michael Ludwig, Christian Kern, Gerhard Zatlokal, Christian Hursky, Ewa Samel, Marcus Gremel, Marcus Schober, Benjamin Schulz, Silvia Janković, Renate Kaufmann, Birgit Jischa, Hans Werner Sokop, Albert Schultz, Alfred Heinrich, Elke Hanel-Torsch, Mireille Ngosso, Elisabeth Hlavac, Alice Seidl und Andreas Schieder. 